# Sainte-Croix-de-Mareuil
Sainte-Croix-de-Mareuil é uma comuna francesa na região administrativa da Nova Aquitânia, no departamento Dordonha. Estende-se por uma área de 11,83 km². Em 2010 a comuna tinha 160 habitantes (densidade: 13,5 hab./km²).